# Karin Scheele
Karin Scheele (Baden bei Wien, distrito de Baden, Baja Austria, Austria, 22 de julio de 1968) es una política austríaca. Fue eurodiputada de 1999 a 2008. Es ministra regional de Baja Austria, encargada de la salud y asuntos sociales en el gabinete regional de Erwin Pröll.

## Biografía
Karin se graduó en Ciencias Económicas y Empresariales por la Universidad de Viena. Ocupó diversas funciones en el Movimiento de Juventudes Socialistas de Austria y en el Partido Socialdemócrata de Austria. Es una de las voces más autorizadas en política europea respecto al Sáhara Occidental, es miembro de la asociación austríaca por el Sáhara Occidental desde 1994, además de ser componente del grupo de trabajo sobre el Sáhara Occidental del Parlamento Europeo.
En 2009 apoyó in situ a su amiga Aminetu Haidar, activista saharaui que se declaró en huelga de hambre tras ser expulsada ilegalmente de El Aaiún por Marruecos.